# Valy Ionescu
Valy Ionescu (* 31. srpna 1960) je bývalá rumunská atletka, mistryně Evropy ve skoku do dálky z roku 1982.

## Sportovní kariéra
V roce 1982 získala bronzovou medaili ve skoku do dálky na halovém mistrovství Evropy. V létě stejného roku nejdříve vytvořila světový rekord v této disciplíně výkonem 720 cm, na následujícím evropském šampionátu zvítězila výkonem 679 cm. Při startu na premiérovém mistrovství světa v Helsinkách v roce 1983 obsadila ve finále soutěže dálkařek deváté místo. Na olympiádě v Los Angeles v roce 1984 vybojovala stříbrnou medaili výkonem 681 cm.